# 石郷岡敬佳
石郷岡 敬佳（Noryyoshi Ishigooka, いしごうおか のりよし、1928年 - 2009年11月2日）。アンフォルメル的な画風の抽象画家。

## 経歴と展覧会歴
1928年に北海道小樽市に生まれ、1941年から独学で絵画を描き始める。1953年に北海道から東京に移住。
1954年に東京、銀座一番館にて初の個展を開催した。1960年代にはフランス文学者で芸術評論家、作家としても著名な栗田勇と親交を深めるようになった。
1984年に、東京、銀座アートセンターにて3度目の個展を開催した。
1985年には、アメリカ合衆国の抽象表現主義のポール・ジェンキンスと親交を結び、作品の交換も行った。
1980年に、東京、銀座のロイヤルサロン・ザ・ギンザにて2度目の個展を行った。
1987年の3月24～4月18日に、初の海外での個展をアメリカ合衆国の首都ワシントンD.C.の世界銀行ギャラリー(The World Bank Art Society)主催で行った。
引き続いて、翌年1988年には、アメリカ合衆国のニューヨークにあるキース・グリーン・ギャラリー主催の２度目の海外個展を行った。
その翌年1989年の9月29日から10月13日まで、フランス人ファッション・デザイナーのピエール・カルダンが、フランスのパリにある自身の劇場「エスパース・カルダン」を提供して、3度目の海外個展を主催した。美術評論家のアンドレ・パリノ、ベルトラン・デュプレッシ(Bertrand Duplessis)、ピェール・レスタニが招かれ、各氏ともフランスの芸術雑誌に論評を寄稿している。
1992年には、フランスのパリにあるパガテル公園のオランジュリー美術館にて、フランスでの2度目の個展を、9月9日から10月11日までの約1か月間にわたり開催した。
また1993年には、モナコ皇太子財団主催のモンテカルロ国際美術展に招待出品した。
この頃は、アトリエをノルマンディーにあるルイ14世時代のシャト―・ル・ルパ、アメリカ合衆国のニューヨーク、東京の築地の3か所に持ち、各アトリエを行き来した。

1996年には、東京アメリカンクラブで作品展示があった。
1997年には、ロイヤル・サロン・ザ・ギンザでの2度目となる個展を開催した。
その後、アトリエを千葉県旭市に移して絵画の制作を続けたが、病のため、最後は東京の病院で80歳の人生を終えた。

## 掲載された論評
- 1984年　芸術評論家　栗田勇　　序文「宇宙生成の根源に迫る」～「石郷岡敬佳　画集Ⅰ」
- 1987年　アメリカ人美術評論家デニス・ウェップマン(Dennis Wwpman)「石郷岡: 東洋が西洋と出会う時」～アメリカ芸術新聞1987年3月16日号
- 1989年　フランス人美術評論家　ベアトラン・デュプレッシ　「石郷岡の芸術に西欧絵画が追い越される時」～「石郷岡エスパス・カルダン個展タカログ」
- 1989年　フランス人美術評論家　マルチーヌ・アルノ　「石郷岡敬佳: 東方の兆し」～フランスの前衛芸術雑誌「シメーズ」1989年11-12月号
- 1989年　フランス人美術評論家　ピェール・レスタニ　「石郷岡ー豪華絢爛は美的センスのもの」～ロイユ1989年12月号
  - 「石郷岡は桃山時代のあらゆる"はで"を現代に受ぐ後継者だ。豪快な身振りで流れ込むアンフォルメルな抽象画を彼は創り出す。50年代パリでは、堂本尚郎と今井俊満が最も傑出した代表的画家であった。それは前後日本芸術の抽象と抒情の系譜にある。石郷岡もまた、日本の遍歴と伝統の人でもある。」
- 1990年　フランス人美術評論家　M・ジェローム・コワニャー　「マチエールの魔術師　石郷岡」
- 1990年　フランス人美術評論家　アンドレ・パリノ　「宇宙生成"ビッグ・バン"の画家　石郷岡」～フランスの美術雑誌「コネッサンス・デ・ザール」1990年6月号
- 1991年　フランス人美術評論家　アンドレ・パリノ　「石郷岡敬佳　ノルマンディーの日本人　新しい文化次元」～フランスの美術雑誌「ロイユ」1991年1-2月号
- 1991年　美術評論家　日向あき子　「宇宙マチエールのメカニカル・プリンツ　石郷岡」
- 1996年　「石郷岡敬佳　抽象表現出無限の空間を生み出す」～　「黙」1996年3月号
- 1999年　フランス人美術評論家　アンドレ・パリノ「石郷岡敬佳　宇宙的ダイナミズム」～「アートネット　アカデミー」1999年3月号

## 出版
- 1984年　「石郷岡敬佳　画集Ⅰ」
- 1987年　ワシントン.D.C.、世界銀行ギャラリー主催の個展カタログ
- 1989年　パリ、エスパス・カルダン主催の個展カタログ
- 1992年　バリ、パガテル公園オランジュリでの個展カタログ
- 1992年　「Ishigooka」　La Bibliotheque des Arts(Swiss)から英語版とフランス語版を同時出版